# Team 3D
Team 3D (w latach 2007–2008 pod nazwą New York 3D) – profesjonalna drużyna e-sportowa ze Stanów Zjednoczonych, istniejąca w latach 2002–2008. Team 3D specjalizowało się w konkurencji Counter-Strike, w nowszych edycjach tej gry zdobywając liczne nagrody (przede wszystkim na World Cyber Games 2004 i 2005, w obu przypadkach zajmując pierwsze miejsce). Wśród najważniejszych członków (z sekcji Halo 2 a następnie Counter-Strike) znajdowali się Tom Ryan, Dan Ryan i David Walshy. W latach 2006–2007 członek organizacji G7 Federation, zrzeszającej elitarne drużyny e-sportowe z całego świata.